# Vampire Killer
Vampire Killer är det andra spelet i spelserien Castlevania och släpptes 1986 till MSX. Spelet har många likheter med det  första spelet till NES. Spelet har dock ett annorlunda upplägg. Man är i ett litet område och ska hitta nyckeln för att komma till nästa område. När man tagit sig förbi tre områden är det en bossfight. 